# Campeonato Europeo de Halterofilia de 2009
El LXXXVIII Campeonato Europeo de Halterofilia se celebró en Bucarest (Rumanía) entre el 4 y el 12 de abril de 2009 bajo la organización de la Federación Europea de Halterofilia (EWF) y la Federación Rumana de Halterofilia.
Las competiciones se realizaron en la Sala Polivalentă de la capital rumana.

## Medallistas

### Masculino
| Evento          | Oro                                              | Plata                                          | Bronce                                           |
| --------------- | ------------------------------------------------ | ---------------------------------------------- | ------------------------------------------------ |
| 56 kg (05.04)   | Tom Goegebuer · Bélgica · 115 + 137 = 252        | Vito Dellino · Italia · 109 + 143 = 247        | Igor Grabucea Moldavia 110 + 136 = 246           |
| 62 kg (06.04)   | Erol Bilgin Turquía 133 + 160 = 293              | Zülfüqar Süleymanov Azerbaiyán 125 + 160 = 285 | Dimitris Minasidis Chipre 127 + 157 = 284        |
| 69 kg (07.04)   | Arakel Mirzoyan Armenia 151 + 185 = 336          | Vencelas Dabaya Francia 147 + 186 = 333        | Vladislav Lukanin · Rusia · 147 + 183 = 330      |
| 77 kg (08.04)   | Mikalai Charniak · Bielorrusia · 155 + 189 = 344 | Erkand Qerimaj · Albania · 152 + 190 = 342     | Dmitri Ivanenko · Rusia · 156 + 185 = 341        |
| 85 kg (09.04)   | Alexei Yufkin · Rusia · 164 + 205 = 369          | İntiqam Zairov Azerbaiyán 168 + 200 = 368      | Mikalai Novikau · Bielorrusia · 166 + 201 = 367  |
| 94 kg (10.04)   | Jürgen Spieß · Alemania · 178 + 212 = 390        | Nikólaos Kurtidis · Grecia · 175 + 210 = 385   | Andrei Demanov · Rusia · 170 + 210 = 380         |
| 105 kg (11.04)  | Vladimir Smorchkov · Rusia · 190 + 221 = 411     | Olexi Torojti · Ucrania · 181 + 224 = 405      | Ramūnas Vyšniauskas · Lituania · 182 + 223 = 405 |
| +105 kg (12.04) | Ihor Shymechko · Ucrania · 203 + 230 = 433       | Almir Velagić · Alemania · 190 + 228 = 418     | Yevgueni Pisarev · Rusia · 193 + 225 = 418       |

1. 1 2 3  Arrancada (kg) + dos tiempos (kg) = total olímpico (kg).

### Femenino
| Evento         | Oro                                               | Plata                                      | Bronce                                         |
| -------------- | ------------------------------------------------- | ------------------------------------------ | ---------------------------------------------- |
| 48 kg (06.04)  | Nurcan Taylan Turquía 88 + 108 = 196              | Cristina Iovu Moldavia 75 + 96 = 171       | Marzena Karpińska · Polonia · 78 + 92 = 170    |
| 53 kg (07.04)  | Nataliya Trotsenko · Ucrania · 87 + 105 = 192     | Aylin Daşdelen Turquía 82 + 105 = 187      | Emine Bilgin Turquía 83 + 103 = 186            |
| 58 kg (05.04)  | Nastassia Novikava · Bielorrusia · 96 + 120 = 216 | Yuliya Kalina · Ucrania · 95 + 117 = 212   | Romela Begaj · Albania · 96 + 111 = 207        |
| 63 kg (08.04)  | Sibel Şimşek Turquía 108 + 132 = 236              | Ruth Kasirye · Noruega · 107 + 124 = 231   | Svetlana Tsarukayeva · Rusia · 103 + 125 = 231 |
| 69 kg (09.04)  | Oxana Slivenko · Rusia · 115 + 140 = 255          | Nazik Avdalian Armenia 110 + 135 = 245     | Tatiana Matveyeva · Rusia · 102 + 137 = 239    |
| 75 kg (10.04)  | Natalia Zabolotnaya · Rusia · 120 + 145 = 265     | Lidia Valentín · España · 120 + 132 = 252  | Nadiya Myroniuk · Ucrania · 108 + 130 = 238    |
| +75 kg (11.04) | Tatiana Kashirina · Rusia · 125 + 155 = 280       | Natalia Gagarina · Rusia · 110 + 143 = 253 | Yuliya Dovhal · Ucrania · 111 + 141 = 252      |

1. 1 2 3  Arrancada (kg) + dos tiempos (kg) = total olímpico (kg).
2. ↑  Descalificación por dopaje de la medallista de plata, la armenia Hripsime Jurshudian.[1]

## Medallero
| Núm. | País        | Oro | Plata | Bronce | Total |
| ---- | ----------- | --- | ----- | ------ | ----- |
| 1    | Rusia       | 5   | 1     | 6      | 12    |
| 2    | Turquía     | 3   | 1     | 1      | 5     |
| 3    | Ucrania     | 2   | 2     | 2      | 6     |
| 4    | Bielorrusia | 2   | 0     | 1      | 3     |
| 5    | Alemania    | 1   | 1     | 0      | 2     |
| 5    | Armenia     | 1   | 1     | 0      | 2     |
| 7    | Bélgica     | 1   | 0     | 0      | 1     |
| 8    | Azerbaiyán  | 0   | 2     | 0      | 2     |
| 9    | Albania     | 0   | 1     | 1      | 2     |
| 9    | Moldavia    | 0   | 1     | 1      | 2     |
| 11   | España      | 0   | 1     | 0      | 1     |
| 11   | Francia     | 0   | 1     | 0      | 1     |
| 11   | Grecia      | 0   | 1     | 0      | 1     |
| 11   | Italia      | 0   | 1     | 0      | 1     |
| 11   | Noruega     | 0   | 1     | 0      | 1     |
| 16   | Chipre      | 0   | 0     | 1      | 1     |
| 16   | Lituania    | 0   | 0     | 1      | 1     |
| 16   | Polonia     | 0   | 0     | 1      | 1     |
|      | TOTAL       | 15  | 15    | 15     | 45    |